# Карманський Петро Сильвестрович
Петро́ Сильве́стрович Карма́нський (29 травня 1878, Чесанів, нині Польща — 16 квітня 1956, Львів) — український поет, перекладач, публіцист, громадський діяч, літературний критик. Представник «Молодої музи». Псевдоніми: Петро Гіркий, Лесь Могильницький, Гілярій Макух.

## Життєпис

### Молоді роки
Петро Карманський народився 29 травня 1878 року в місті Чесанів Чесанівського повіту, який входив до коронної землі Королівство Галичини та Володимирії Австро-Угорщини.
У 1890 році П. Карманський блискуче складає вступні іспити до гімназії в Перемишлі, де зажив слави талановитого поета, що не раз рятує його від відрахування через несплату за навчання. По закінченню гімназії у 1899 П. Карманський вчиться на філософському факультеті Львівського університету. Деякий час живучи на квартирі з італійськими будівельниками, вирішує облишити навчання і восени 1900 року вирушив до Італії навчатися до української католицької колегії «Коледжіо рутено». В Римі П. Карманський знайомиться з філософом В. Лесевичем, який переконує його полишити навчання у Римі. Він також допомагає П. Карманському відновити навчання на філософському факультеті Львівського університету та призначає йому стипендію з одного зі своїх фондів. З лютого 1906 року почав виходити перший український часопис модерної літератури «Світ», редагуванням якого займався П. Карманський. Того ж року автори журналу об'єдналися у літгурт «Молода муза», який проіснував до 1909 року. Після закінчення університету у 1907 році займався журналістикою, перекладацькою справою (у 1911 році у Чернівцях вийшов його переклад книги «Хвилі морі і любови» Грільпарцера), видавав власні збірки поезії. У 1910 році одружився зі Здиславою Савчик

### Закордонна одіссея та дипломатичні місії
Працював журналістом, викладачем Тернопільської гімназії (1912–1913, 1917–1918). На запрошення української діаспори П. Карманський улітку 1913 року їде вчителювати до Канади, викладає на літніх курсах у Вінніпегу, а також у вчительській семінарії міста Брендона. Однак через рік вирішує повернутись додому на Галичину. Під час Першої світової війни разом з В. Пачовським, Б. Лепким та іншими працює у «Союзі визволення України» у Відні. У 1915 році видає великий цикл віршів «Кривавим шляхом».
Після завершення Першої світової війни та розпаду Російської імперії, улітку 1918 року вирушає вчителювати до Східної України — у Херсон. Після утворення ЗУНР П. Карманський очолив акцію встановлення влади українцями в Тернополі 1 листопада 1918. Від Тернополя обраний депутатом (делегатом) до парламенту. 3 січня 1919 року бере участь у історичній сесії парламенту ЗУНР про злуку з УНР. Після чого вирушає до Києва, де уряд призначає його секретарем дипломатичної місії у Ватикані. У лютому 1919 року вирушає до Італії. Однак його дипломатична місія завершилась одночасно з крахом УНР та окупацією України більшовиками. Після чого перебирається до Австрії. Наприкінці лютого 1922 р. вирушає до Бразилії, за дорученням уряду ЗУНР у вигнанні для збору коштів на оборону серед українських емігрантів. Не здобувши відчутної підтримки уряду Бразилії П. Карманський у середині грудня 1922 року повернувся до Європи ще раз. Йому вдалося зібрати грошей від діаспори, однак було вже запізно. 14 березня 1923 року Антанта визнала Східну Галичину територією Польщі. Повернувшись у Латинську Америку, П. Карманський вів активну культурно-освітню діяльність в українській діаспорі, зокрема скликав перший з'їзд українців Бразилії, де було утворено Український союз, який існує і понині. 25—26 грудня 1923 року в місті Порто-Уняйно відбувся III з'їзд делегатів Союзу українців Бразилії. Президентом союзу обрано П. Карманського, заступником О. Ананевича, секретарями — Ст. Кобилянського, Т. Петрицького. У лютому 1924 почали видавати орган Української народної спілки «Український хлібороб» (редактор — Карманський).

### Повернення на Батьківщину, війна, радянщина
Після повернення на батьківщину працював учителем у Самбірській гімназії, Сокальській гімназії та Дрогобицькій гімназії імені Івана Франка (1931–1939).
У 1936 році П. Карманському вдається видати літературні мемуари «Українська богема», присвячені 30-річчю «Молодої Музи». У 1939 році після поділу Польщі між Німеччиною і СРСР Східна Галичина опинилась в окупаційній зоні СРСР, П. Карманський вирішує не полишати Батьківщини і залишається в Радянській Україні. Його прийняли до Спілки радянських письменників України, перевели з Дрогобича до Львова.
Від 1939 року (після початку Другої світової війни та встановлення радянської влади в Західній Україні) викладав у Львівському університеті.
Відомостей про діяльність Карманського під час окупації України гітлерівськими військами немає. Після «визволення» радянським окупаційним режимом Галичини від німецьких загарбників, почалися цькування П. Карманського радянською владою. У 1947 році його виключили зі спілки письменників, та звільнили з посади директора Меморіального музею І. Франка, яку він займав з 1944 року. 16 серпня 1947 Львівський обком КП(б)У видав довідки для ЦК КП(б)У про діяльність доктора філософських наук Б. Барвінського, лікаря О. Барвінського, поета П. Карманського, професора Львівської консерваторії Ю. Криха у зв'язку з необхідністю їх арешту; усі охарактеризовані як націоналісти з антирадянськими настроями.
Вже 18 серпня Львівський обком КП(б)У надав інформацію ЦК КП(б)У про інтелігенцію Львівщини та контингент вступників у львівські вищі навчальні заклади. Відзначено, що місцева інтелігенція вийшла з середовища дрібної буржуазії й перебувала у стані ідейного ламання своїх старих поглядів. «Відвертими українськими фашистами» визнані Богдан та Олександр Барвінські, П. Карманський, Ю. Крих. Порушувалося питання про необхідність їх арешту, що допомогло б партійним органам розкрити їхню «антирадянську діяльність» і підштовхнуло інтелігенцію, яка «вагалася», швидше «розірвати» з минулим.
Помер 16 квітня 1956 року у Львові. Могила [Архівовано 26 листопада 2018 у Wayback Machine.] — на Личаківському цвинтарі.
|

## Творчість
Поезія П. Карманського вперше з'явилася друком 1899 року на сторінках львівської газети «Руслан». Тоді ж часопис надрукував ліричну драму молодого поета «З теки самоубивця». Видана редакцією під кінець року окремою книжкою, вона принесла авторові славу песиміста й декадента. У молодомузівський період найплідніше визрів його поетичний дар. Збірки «Ой люлі, смутку…» (1906), «Блудні огні» (1907), «Пливем по морі тьми» (1909) стали апофеозним виявом його неповторного художнього світу. Водночас вони мали характерні якості творчих принципів молодомузівців.
Драматичні колізії української революції, визвольні змагання покликали письменника до громадської, політично-дипломатичної роботи. У ліриці тих часів — безпосередні враження національно заангажованого громадянина. Волелюбні прагнення народу, героїка стілецьких буднів (цикл «Кривавим шляхом, 1914—1915), розчарування, скепсис ти іронія (збірка „Al fresco“, 1917) золотий гомін національної революції й трагічне усвідомлення її поразки (збірка „За честь і волю“, 1932) — основні мотиви цього періоду творчості.
Десятиліття (1922—1931) праця в середовищі українських емігрантів Бразилії привнесла нові теми в лірику поета. Серед них — туга за Батьківщиною, екзотичні пейзажі прерій, господарські заняття земляків в умовах тропіків. Нужденне життя емігрантів-хліборобів, складні взаємини у середовищах переселенських громад відтворив поет у поемі „План бразилійської пущі“ (1926) та сатиричній збірці „Бразилійські співомовки“ (1926), виданій під псевдонімом Гілярій Макух.
Наступні прижиттєві збірки поезій вийшли в радянський час („До сонця“, 1941); „На ясній дорозі“, 1952) і були позначені характерними рисами естетики соцреалізму. Під кінець 80-х років творчість П. Карманського почала повертатися до читача спочатку в антологіях №Молода муза» (1989) та «Розсипані перли» (1991), а 1992 року з'явилася в «Бібліотеці поета» книжка вибраного, упорядкована В. Лучуком. Наступна збірка вибраного «Дорогами смутку і змагань»(1995) вперше познайомила читача з маловідомими віршами поета, друкованими в бразильській та галицькій періодиці 20-х років.
1996 року вийшов у світ найповніший на сьогодні корпус поетичної сапщини письменника упорядкована Л. Голомб — «Ой люлі, смутку…»
Про свою творчість сам П. Карманський пише так:
|  | Складати вірші я почав ще у 3-ій клясі гімназії, йдучи за наказом внутрішньої потреби. Писав по-український й по-польськи, мало що тямлячи суть поезії. Рівномірно з тим розвився мій погляд на світ, дякуючи читаному на українській, відтак польській, а врешті німецькій мові. Зразу я захоплювався романтичною, політичною польською поезією А. Міцкевича, І. Красінського, Ю. Словацького; пізніше став формувати мене дух поезії Г. Гайне, Ф. Міллера і Й. В, Гете та песимізм філософа Шопенгауера. А враз виховувала мене лектура українського письменства (І. Нечуй-Левицький, Б. Грінченко та поезія Т.Шевченка<…> |

Проєкція нещасливого кохання — провідна тема його поетичних збірок: « З теки самоубийця. Психологічний образок у замітках і поезіях» (1899), «Ой люлі, смутку» (1906), «Блудні огні» (1907), «Пливем по морі тьми» (1909).

### «З теки самоубийця» (1899)
Починає П. Карманский свою діяльність книжкою «З теки самоубийця» (1899) — поетичним романом на зразок Гете — "Страждання молодого Вертера. Далі пише «Ой люлі, смутку», «Пливем по морі тьми». Таким чином, однією з рис поетики Карманського є песимізм. Майже у кожному вірші відповідна лексика: смуток, сум, біль, туга, журба, рани, турбота, тривога, горе і т. д. «Ридання» трапляються навіть там, де їх, здається, не має бути:
|  | Ти спиш, моя кохана? Збудись! Задума ночі, І шепіт хвиль, і квіти – усе тобі співає. Проснися, біла пташко! Розкрий солодкі очі І слухай! Край порога моя любов ридає |

Такий песимізм у творчості поміж іншим пояснюється становищем на Галичині кінця ХІХ — початку XX століття та м'якою, вразливою, «з нахилом до самотнього життя на лоні природи» з «мізантропією», «відчуванням якоїсь кривди» (вислови самого П. Карманського) вдачею. Важливу роль відіграли і улюблені книжки поета: поезії Леопарді, Бодлера, лірика Е. По.

### «Ой люлі, смутку…» (1906)
|  | В 1906 р. появився мій збірник «Ой люлі, смутку», який зустрівся з прихильною оцінкою І. Франка і з такою ж оцінкою С. Єфремова в «Н. Україні». М. І. С. у ювілейній статті у «Світі» пише про сю книжечку: «Кожна стрічка – немов вирізьблена, насичена глибоким переживанням, безпосередністю і свіжістю красок. Новий акорд в українській ліриці». В рік пізніше вийшла моя книжечка «Блудні огні» |

 У збірці органічно звучали італійські мотиви, найчастіше алюзії з італійських поетів. Мистецька концепція автора виражалася в пошуках нових художніх ідеалів, найперше — в душі, в суб'єктивному світі людини, а не в традиційних суспільних проблемах. Виразно відчувається, що поет віддає перевагу художньо-естетичним категоріям над соціально-громадянськими, опрацьовує способи сугестіювання, феноменологічго мислення. Збірка задала тон, показала зразок іншої поезії, поезії для лікування душі, а не суспільних болячок. Структурно вона, як і всі наступні, ділилася на цикли за тематичним принципом. Домінуючий образ смутку наскрізно проходить через усі цикли збірки, з шляхетним ідеалізмом підносячи над буднями життя високі почуття скорботи й болю.

### «Блудні огні» (1907)
Вийшла у щойноутвореному видавництві «Молода Муза». Збірка з'явилася після пам'ятних для галицької молоді подій, пов'язаних із боротьбою за Український університет у Львові. Книжка засвідчила еволюцію поета до соціальних та політичних проблем. Тема громадянської акції студентів висвітлена лише у циклі «З тюрми», тематика книжки значно ширша. Їі можна охарактеризувати як роздуми над історичною долею України. «Молода Муза» як мистецька формація фактично дебютувала цією поетичною збіркою, тобто книжкою громадянсько-патріотичної поезії. Символіка назви нової збірки передає стан сум'яття поета-громадянина, викликаного невизначенністю політичних перспектив у розділеній Україні.
Безсилля поетового слова і бажання розбудити «кров Залізняків», щоб перетворився «грізний плач на грім грізних кличів», знову відлунювали песимістичними мотивами. «Огненну тоску» навіювала байдужість суспільного загалу до культури, літератури. Суспільні і творчі сум'яття були тими «блідними огнями» в душі поета, що викрісталізувалися у вірші цієї збірки. Перші проби П. Карманського в жанрі поеми засвідчили, що автор має ліричний талант, сюжетні твори йому не вдаються.

### «Пливем по морю тьми» (1909)
|  | В р. 1909 я видав у власному накладі найбільший мій збірник ліричних поезій «Пливем по морю тьми». Книжку я попередив передмовою, у якій виповів слова гіркої правди на адресу читаючого загалу. |

У цій збірці поет повертається до звичних тем і настроїв псалмової задуми, одинокості, смутку і болю. Природа і Бог, інтимне й громадське, любов і ненависть, іронія і біль — гама мотивів збірки. Поет утвердив себе тонким ліриком з естетсько-філософським світобаченням.
Якщо полісемантичність любові найповніше доносить збірка П. Карманського «Блудні огні», то пік його любовних переживань відображає «Пливем по морі тьми». Молодий чоловік іде до містечка Ловран (Італія), щоб працювати вихователем дітей художника Тита Романчука, та закохується у дружину митця. Неповторну гаму переживань молодого чоловіка доносить вірш «Місячна соната» з присвятою С. Романчуковій. Дослідники сходяться на думці, що любовна лірика — найвишуканіша сторінка творчості П. Карманського.
У Римі початку XX ст. П. Карманський ствердився як «тривожна особистість», яка чуттєво тяжіє до всього того, що дає підтримку й часто вдається до копіїнг-реакцій — втечі від невідомого. Втечу і динамічне розставання з панночкою Зубрицькою відображають такі віршовані рядки вірша «Прощання»:
|  | Гоп! Гоп! Мій коню, в степ, як море, Чеши, креши, гони, мій сивий… Гони же – пан твій нещасливий, - Гоп! Гоп! Своє най згубить горе. |

Поет рано усвідомив суб'єктивний характер любові (для прикладу — «Ой нависли чорні хмари…»). Найвиразніше проступає у творчості поета алегорія кохання «трой-зілля» («Гей насіяв я трой-зілля, Де його подіти?»). Але навіть негативні конотативні смисли любові не пригнічують у ньому лицарських сподівань:
|  | Вийде мила брати воду, Зловить зілля-руту, Зловить руту та й згадає За любов забуту. |

Сентенції своїх любовних прагнень і сподівань поет часто осмислює через загальну призму «жіночої долі». Центральна coda (а це улюблений літературний прийом поетичної риторики П. Карманського) — «прийде осіння нічка» у вірші «Мати» виступає основною проєкцією жіночих очікувань. Почерпнуте з народної творчості сподівання на нове наповнення жіночої долі у поезії П. Карманського відображає цикл кодових рядків:
1) Прийде спокійна нічка…
2) Прийде свята неділя…
3) Пожди зима настане…
4) Як ляжеш у темнім гробі…
Не може не впасти в очі, що фінальним акордом збірки «Ой люлі, смутку» постає строфа: «Смійся, мій смутку!» Поетизація любові у модерному ракурсі дуже зближує П. Карманського з І. Франком. Зрештою, це не єдиний момент зближення. Вже будучи директором музею І. Франка у Львові, у вірші «Його тюремні сонети» (1946) П. Карманський зміг дошукатися і моменту ідейно-філософського зближення поетів:
|  | І ще сьогодні у тяжку годину Сонети ці нагадують мені Наказ сумління: поважай людину І не дозволь їй знидіти в багні! |

Смуга дистанційованого зближення «молодомузівців» та І. Франка була широко відзначена українськими літературознавцями у середині 90-х рр. XX ст.

### «Al fresco» (1917)
|  | Аж придивляючись до мізерної ролі галицьких політиків і до злочинної ролі і митарств деяких провідників, що працювали в рамені «Союзу визв. України» серед полонених солдатів-українців, я нагострив перо і записав строфи, до яких мої читачі не були звичні. Так зародився збірник «поезії в прозі» «Al fresco», який появився накладом А. Крушельницького у Львові в 1917 р. Галицька критика навіть не записала появи цего збірника, зате Київський «Друкар» зустрів її симпатичною оцінкою. |

Збірка «Al fresco» розпочинається віршем «Інтродукція» з виразно самокритичним зверненням: «Гей, плаксо, смутку мій, ти, паяце банальний». Попри те, що Україна воєнної доби постане перед поетом у образі матері Ніоби, до відзначення 100- літнього ювілею Т. Шевченка П. Карманський поставиться як до спроби втиснути генія у вузькі рамки підсолоджених салонних святкувань. Щоб підняти свою самооцінку, в критичний момент цілком у модерністському стилі він напише поезії «До моїх черевиків», «До мойого плаща». Крізь воєнні канонади автору дочуватиметься «кривавий сміх»:
|  | Гей, смійся, смутку мій! Щоби з гробів зірвались Кістки, яким давно сей світ сказав прощай. |

За складних перипетій воєнних дій поет зізнається про сокровенний смисл його поривань лише своїм найближчим: 
|  | Піду від вас; піду світами, Здвигну собі терем спокою, Спов’юся чорними думками І стану жити сам собою. Піду від вас; візьму з собою Гіркий доробок: рани й муки, Зачиню двері за собою І в струях сліз омию руки. |

Книжка побудована на принципі протиставлення картин народного горя, жахів війни з одного боку і сервілізму та «високої» політики народних вождів — з іншого. Поет ставить у морально-етичний контекст «пожариська сіл», спустошення й грабежі, що творять окупанти в краї, «конаючий люд», який зневірився дочекатися кінця війни і — сите, марнотратне життя «дячів», «що кричать край вікон міністерств: да святиться війна!»
- «За честь і волю» (1923),
- «До сонця» (1941) — увійшли поезії, написані в 1899—1941 роках,
- «Поеми» (1941) — дві ліро-епічні поеми, присвячені Тарасові Шевченку та Іванові Франку.
- «На ясній дорозі» (1952) — декларативні вірші про нове життя на західноукраїнських землях.
- Карманський П. Дорогами смутку і змагань. Вибрані поезії. — Львів : Каменяр, 1995.
- Карманський П. Українська богема. — Львів, 1996. — 144 с.
- Карманський П. Вірші // Розсипані перли: Поети «Молодої Музи» / Упоряд., автор передм. та приміт. М. Ільницький. — К.: Дніпро, 1991. — С. 46—265.

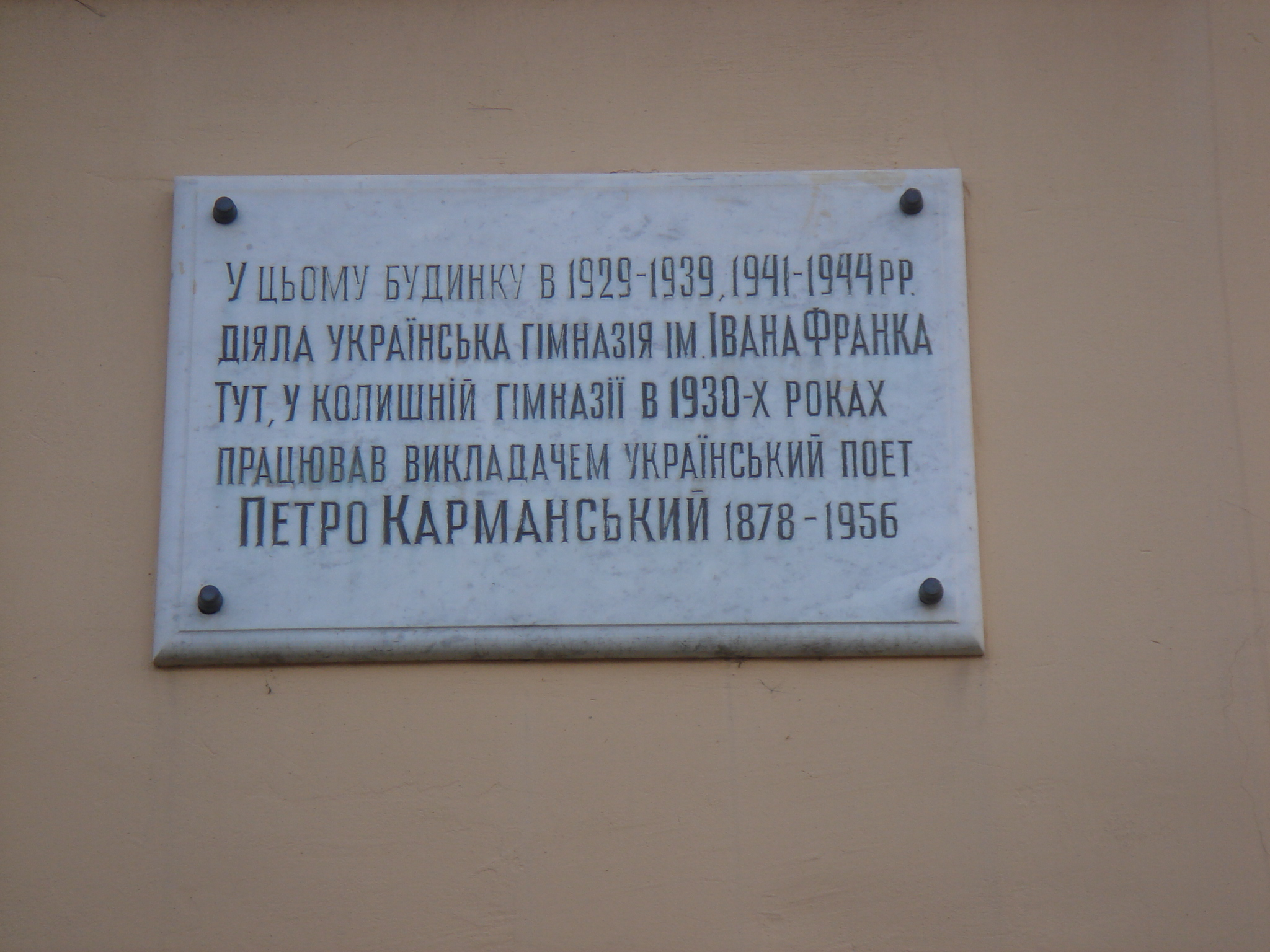
Пам'ятна таблиця на честь Петра Карманського, встановлена у 1992 році на будівлю колишньої Дрогобицької української гімназі ім. І. Франка

### Переклади
- Роман Уґо Фосколо «Останні листи Якопо Ортіса» (італ. «Ultime lettere di Jacopo Ortis», 1802), переклад з італійської мови:
ФоскольоУ. Останні листи Якова Ортіса [Архівовано 21 жовтня 2020 у Wayback Machine.]. Київ—Львів—Відень: Всесвітня Бібліотека, 1921. — 148 с.